# Constel·lació de l'Escorpió
|  | Per a altres significats, vegeu «Escorpió (astrologia)». |

L'Escorpió o Escorpí (Scorpius), és una de les 88 constel·lacions definides per la Unió Astronòmica Internacional. Està situada entre la Balança, a l'oest, i el Sagitari, a l'est, a l'hemisferi sud prop de la Via Làctia. També és una de les constel·lacions del zodíac, el seu símbol és .
L'astre més brillant de la constel·lació és Antares (α Sco), un estel de color vermellós, un supergegant vermell, també conegut com a Cor Scorpii, 'el cor de l'escorpió'. El fet que l'eclíptica passi per la constel·lació fa que els planetes hi transitin, i es pugui arribar a confondre Antares amb Mart. De fet, essent Ares el nom grec del déu Mart el nom de l'estel es podria traduir com a "rival de Mart", "contra Mart" o "oposat a Mart".

## Història
Es tracta d'una de les 48 constel·lacions identificades per l'astrònom grec Ptolemeu en el segle II; de fet, la constel·lació precedeix als grecs.

## Característiques notables

### Estels
L'Escorpió conté molts estels brillants, entre els quals Antares (α Sco), el nom del qual significa 'el rival de Mart', anomenat així per la seva tonalitat vermellosa fàcilment identificable. És una freda supergegant vermella de tipus espectral M0.5Iab el diàmetre del qual, mesurat per interferometria, és de 3,3 ua; si estigués al centre del sistema solar, la seva superfície s'estendria més enllà de l'òrbita de Ceres.
La supergegant forma un sistema binari amb una estrella blanc-blava de tipus B3V, de la que està separada visualment 3 segons d'arc.
Aquest estel deu el seu nom al color vermell que en l'antiguitat la va associar mitològicament amb Mart (Ares); es creia que, per la seva semblança amb aquest, tots dos eren rivals, per la qual cosa se li va donar el nom de «rival d'Ares»: Anti-Ares o Antares. També hi ha Graffias o Acrab (β¹ Sco), un estel triple; Dschubba, 'el front' (δ Sco); Sargas, d'origen desconegut (θ Sco); Jabbah (ν Sco); ξ Sco; Fang (π Sco); Alniyat (σ Sco); i Paikauhale, també conegut com a Alniyat, 'les artèries' (τ Sco).
Shaula (λ Sco) i Lesath (υ Sco) conformen la punta de la cua corbada de l'Escorpió: ambdós noms signifiquen 'fibló'. A causa de la seva proximitat, a λ Sco i υ Sco de vegades se'ls refereix com a 'els ulls del gat'. Shaula és la segona estrella més brillant d'Escorpí, un sistema estel·lar amb almenys tres components. Al voltant de la component principal, catalogada com a subgegant de tipus B2IV, orbita una acompanyant de naturalesa desconeguda, que bé podria ser una estel T Tauri. La tercera component, de tipus B2, completa una òrbita al voltant del parell interior cada 2,88 anys.
La tercera estrella quant a brillantor és Sargas (θ Scorpii), una gegant lluminosa blanc-groga 960 vegades més lluminosa que el Sol i 3,1 vegades més massiva.
Els estels més brillants de la constel·lació formen un patró semblant a un garfi. La majoria d'ells són membres massius de l'associació OB més propera: Scorpius-Centaurus.
Sargas és seguit per Dschubba (δ Sco), després d'haver sigut un estel de magnitud estable 2,3, resplendí el juliol de 2000 fins a 1,9 en cosa de setmanes. Des de llavors, ha esdevingut un estel variable que fluctua entre magnituds de 2,0 i 1,6, la qual cosa significa que, en el seu punt més brillant, és el segon estel més lluminós de l'Escorpió. És una estrella múltiple distant més de 400 anys llum la component principal de la qual és una calenta subgegant blanc-blava de tipus B0.3V. U Scorpii és la nova més ràpida coneguda, amb un període d'uns 10 anys. La parella propera d'estels ω Scorpii –formada per ω¹ Scorpii i ω² Scorpii– és un doble òptic que pot ser resolt a ull nu: tenen colors que contrasten, blau i groc. Finalment, l'estel que havia estat designat anteriorment com a γ Sco tot i estar dins de les fronteres de la Balança es coneix avui en dia com a σ Lib; de fet, tota la constel·lació sencera de la Balança es considerava que eren les urpes de l'Escorpió (Chelae Scorpionis) en temps de l'antiga Grècia, que tenien un conjunt de balances aguantades per Astraea (representada per la constel·lació de la Verge adjacent) formades per aquests estels de més a l'oest durant els temps finals de Grècia. La divisió que donà la Balança fou formalitzada durant els temps de l'antiga Roma.
Semblant a aquesta, τ Scorpii —oficialment anomenada Paikauhale, nom d'origen hawaià— és una estrella de tipus B0.2V amb una temperatura de 31.600 K i un camp magnètic mitjanament intens d'aproximadament 0,5 kG, l'estructura del qual ha estat reconstruïda utilitzant imatges Zeeman-Doppler. Igualment, π Scorpii —que rep el nom de Fang— és una binària espectroscòpica i binària eclipsant les components de la qual, de tipus B1V y B2V, es mouen al llarg d'una òrbita circular que completen cada 1,570103 dies; aquest sistema es troba a 520 anys llum de la Terra.
ρ Scorpii és una altra estrella de tipus B2IV/V la lluminositat del qual és 2820 vegades més gran que la lluminositat solar. Moltes d'aquestes estrelles calentes pertanyen a l'associació estel·lar Scorpius-Centaurus.
Més propera a nosaltres —a 65 anys llum— es troba ε Scorpii, anomenada oficialment Larawag i coneguda també pel seu nom xinès Wei, una gegant taronja de tipus espectral K1III i 4.522 K de temperatura.
Molt semblant a aquesta última, encara que al doble de distància, es localitza Fuyue —nom de G Scorpii—, també gegant taronja de tipus K2III i que té una mida 20 vegades més gran que el del Sol.

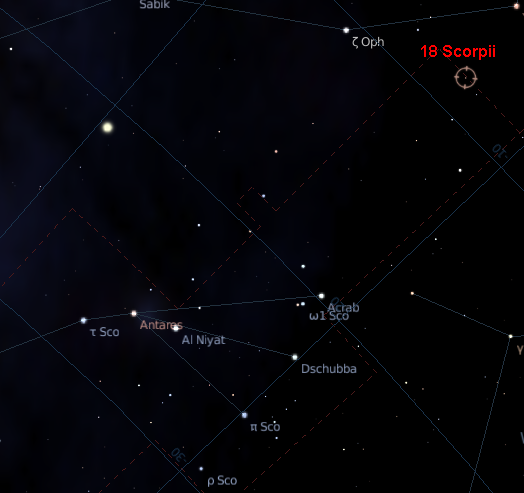
Localització de 18 Scorpii dins de la constel·lació

Una altra estrella d'interès a Escorpió és 18 Scorpii, nana groga de característiques molt similars al Sol, per la qual cosa alguns astrònoms consideren que és el bessó solar més proper. De tipus espectral G2V, té un contingut metàl·lic molt semblant al solar ([Fe/H] = 0,04).

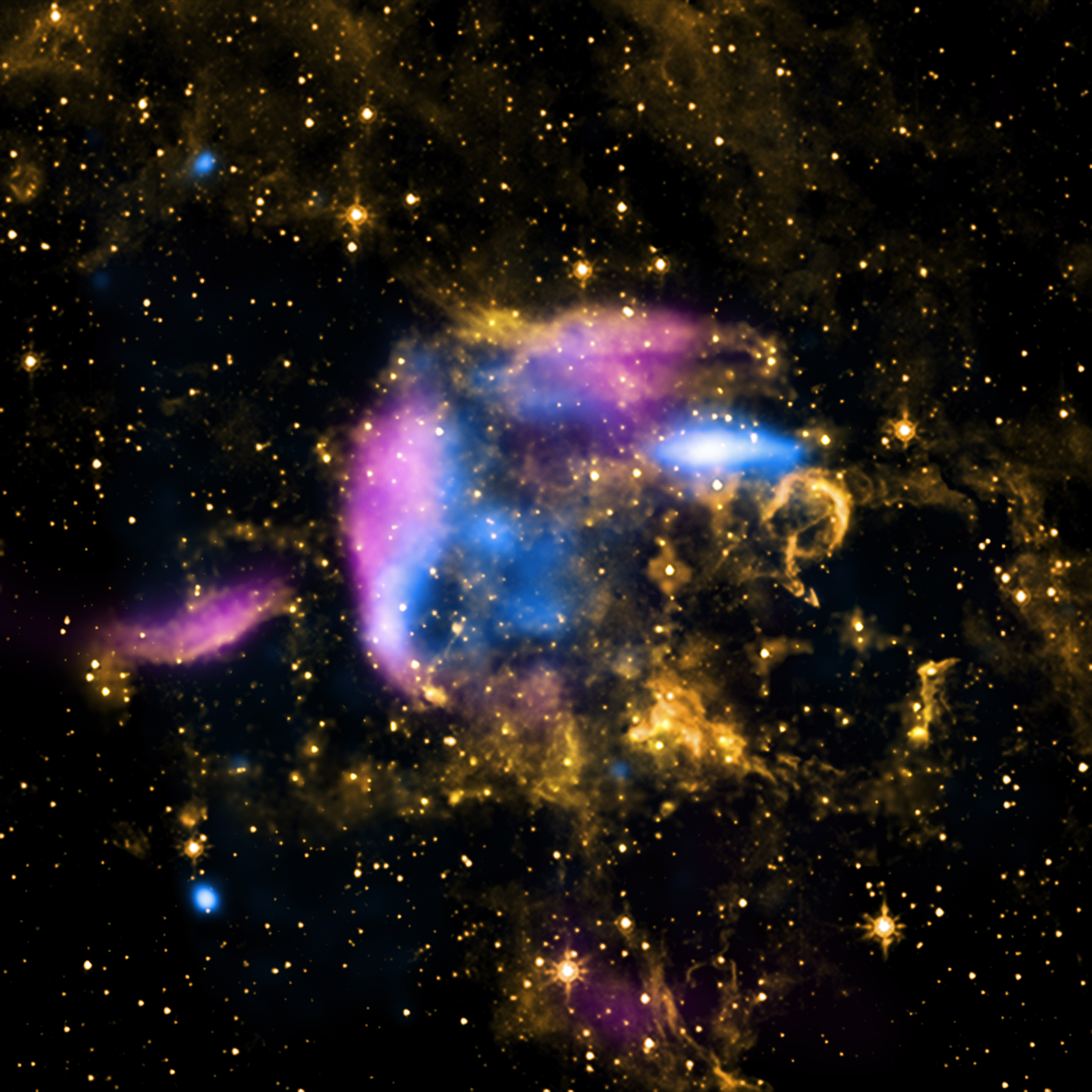
Imatge de CTB 37A en diferents longituds d'ona

En aquesta constel·lació s'enquadra V856 Scorpii, una estrella Herbig Ae/Be que encara no ha començat a fusionar el seu hidrogen. Amb una massa de 3-4 masses solars, gira ja a gran velocitat (204 km/s) i s'incorporarà a la seqüència principal com una estrella de tipus B mitjà.
Enquadrada a Escorpí, GJ 620.1 B és la nana blanca més jove en un entorn de 25 parsecs del sistema solar. Amb una edat de només 20.000 anys —com romanent estel·lar—, la seva temperatura efectiva és encara de gairebé 26.000 K.
De característiques contraposades, Trumpler 27-1, membre del massiu i possible cúmul obert Trumpler 27, és una de les estrelles més grans que es coneixen; el seu radi pot ser fins a 1.330 vegades més gran que el del Sol.

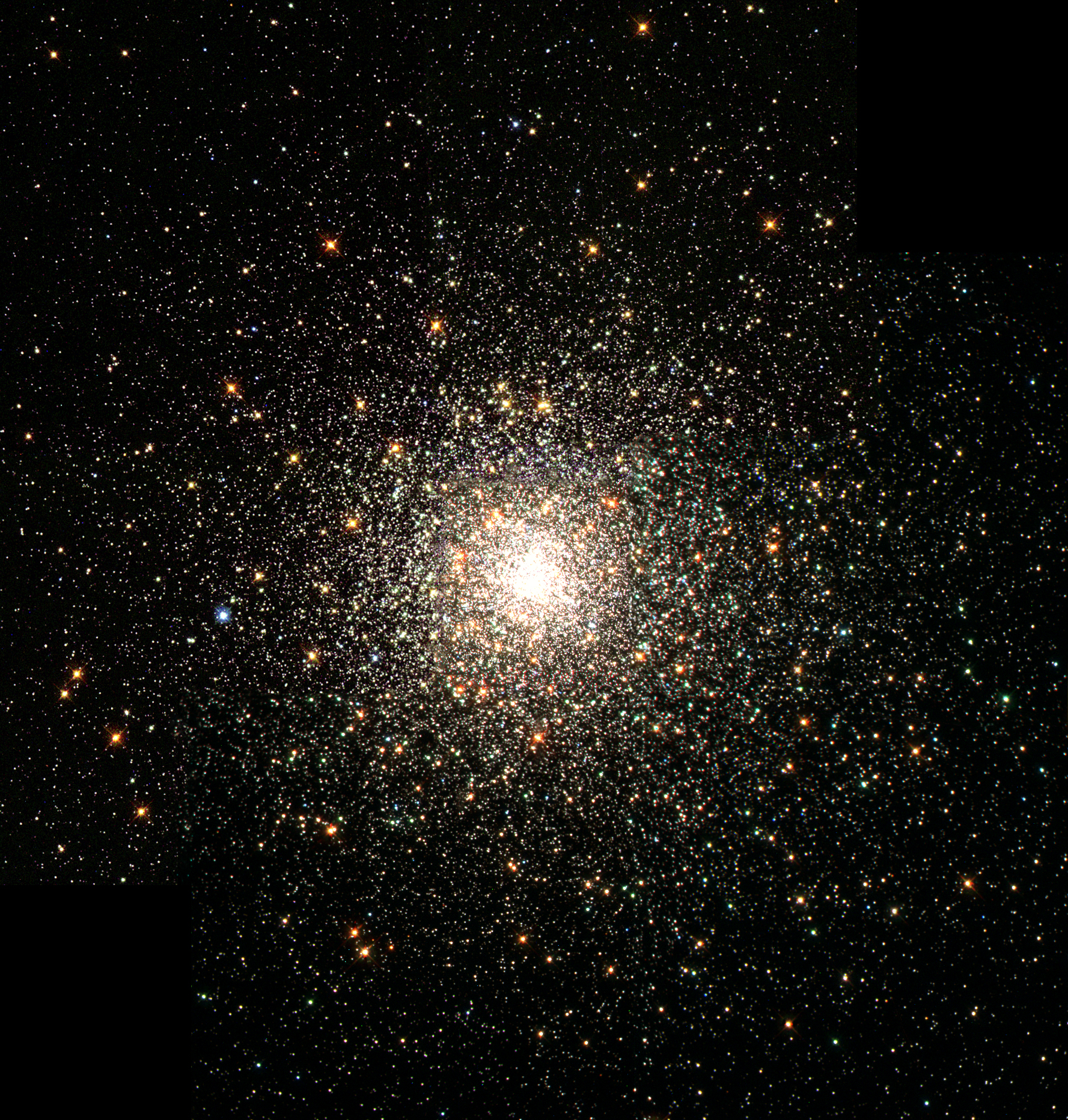
Imatge de M80 obtinguda amb el telescopi espacial Hubble

Escorpí compta amb dos cúmuls globulars dins del catàleg Messier, M4 i M80.
M4 va ser el primer cúmul on es van descobrir estrelles individuals i es troba a 6.000 anys llum del sistema solar, sent el segon cúmul globular més proper a nosaltres darrere del tènue FSR 1767. Per la seva banda, M80 és un dels cúmuls globulars més densos que es coneixen, contenint un bon nombre de estrelles endarrerides blaves.
Altres tres cúmuls oberts es troben dins dels límits de la constel·lació. M6 o cúmul de la Papallona —amb la seva estrella més brillant, la supergegant taronja i variable semiregular BM Scorpii— és a 1.590 anys llum i la seva edat aproximada és de 80 milions d'anys. M7 és un cúmul obert ja conegut per Claudi Ptolemeu l'any 130 que avui rep, en honor seu, el nom de cúmul de Ptolemeu. NGC 6231, situat a 5.600 anys llum, conté la variable V1034 Scorpii, binària eclipsant massiva les components de la qual, de tipus O9V i B1V, tenen 16,8 i 9,4 masses solars respectivament.
En aquesta constel·lació se situa la nebulosa planetària NGC 6302, anomenada també Nebulosa de la Papallona. Distant uns 4.000 anys llum, és una de les nebuloses planetàries més complexes que es coneixen. La seva estrella central és un dels objectes més calents de l'univers, amb una temperatura superior a 250.000 K, que no ha pogut ser observada en estar envoltada d'un dens disc equatorial de pols i gas que l'oculta a totes les longituds d'ona.
D'altra banda, NGC 6334 i IC 4628 són nebuloses d'emissió i regions d'activa formació estel·lar. NGC 6334 es troba al braç Carina-Sagitari de la nostra galàxia a una distància aproximada de 5.500 anys llum.
A Escorpió s'enquadren diversos restes de supernova.
CTB 37A és una resta de supernova de morfologia mixta: a banda de ràdio mostra una estructura similar a una petxina a la part nord, amb una zona de «ruptura» al sud-oest, mentre que a raigs X l'emissió és centralitzada, predominant l'emissió tèrmica. La recerca de polsos de raigs gamma en aquesta regió del firmament va conduir al descobriment del púlsar PSR J1714−3830.
D'altra banda, G350.1-0.3 és una altra resta de supernova, de manera allargada i distorsionada. La seva edat s'ha estimat entre 600 i 1.200 anys, per això és la resta d'una de les supernoves més recents.
Finalment, la nebulosa Tornado és una resta de supernova atípic, ja que consta de tres parts que han estat denominades cap, cua i ull.

### Objectes de l'espai profund

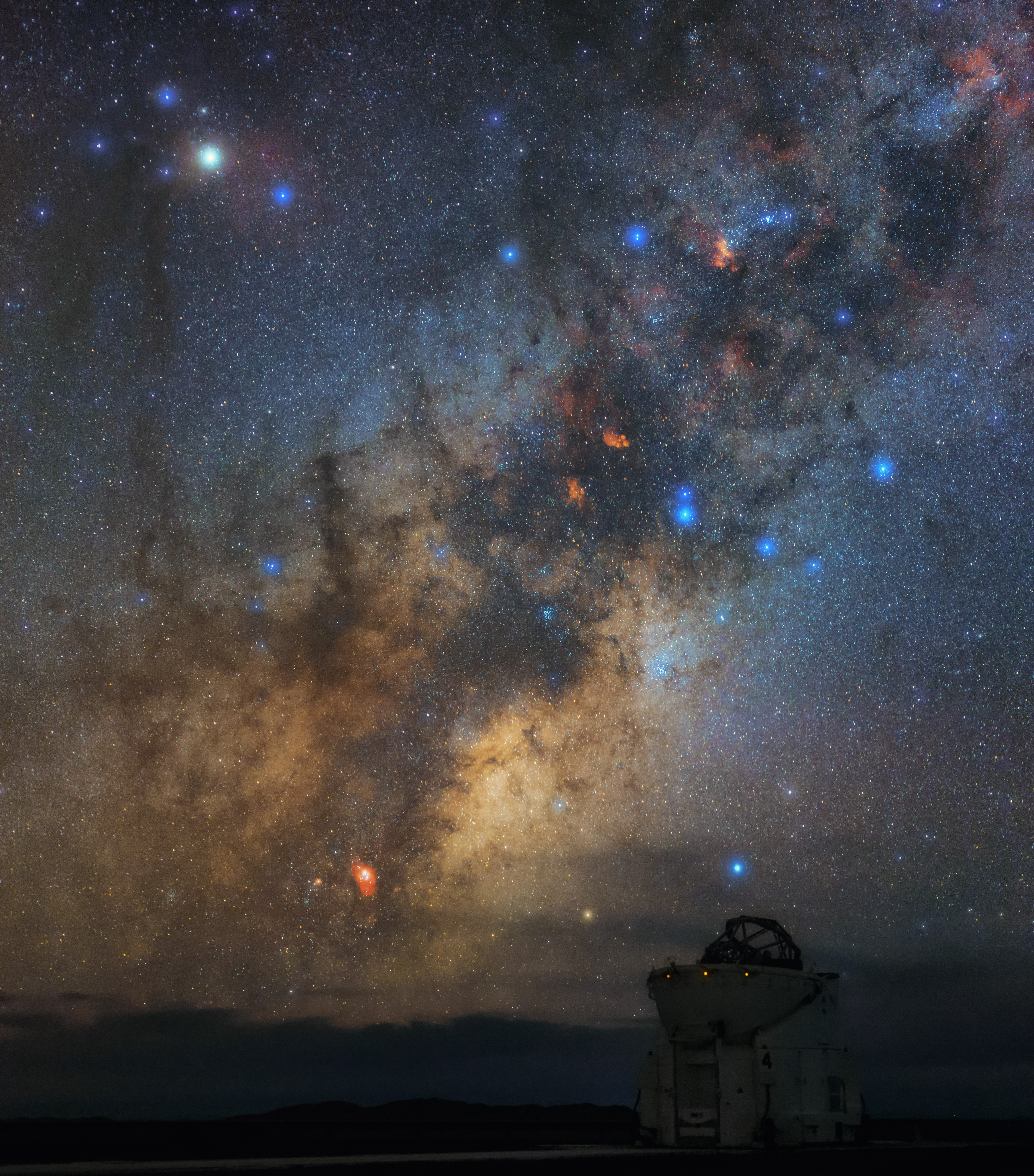
L'Escorpió i la Via Làctia, amb M4 i M80 visibles prop d'Antares; M6 i M7 just a sota el centre; NGC 6124 a dalt de la imatge; i NGC 6334 just sobre el centre.

A causa de la seva localització cobrint la Via Làctia, l'Escorpió conté molts objectes de l'espai profund tals com els clústers oberts de Messier 6 (el cúmul de la Papallona) i Messier 7 (el cúmul de Ptolemeu), NGC 6231 (prop de ζ² Sco) i els cúmuls globulars Messier 4 i Messier 80. Aquest darrer (NGC 6093) és un cúmul globular de magnitud 7,3, a 33.000 anys llum de la Terra. Fou descobert el 1781 per Charles Messier, i fou el lloc d'una rara descoberta el 1860, quan Arthur von Auwers descobrí la nova T Scorpii.
NGC 6302, també anomenada la nebulosa del Cuc, és una nebulosa planetària bipolar. NGC 6334, també coneguda com la nebulosa de la pota de Gat, és una nebulosa d'emissió i una regió de formació d'estels.

## Mitologia
L'origen de la constel·lació es troba en la llegenda d'Orió. Segons una de les seves versions, Orió el caçador es va treure els ulls en un arravatament de gelosia, i mentre vagava cec pel món va trepitjar un escorpí que el va picar amb el seu agulló, provocant la seva mort. Els déus van elevar a Orió i a l'escorpí als cels col·locant-los en extrems oposats de la volta celeste, de manera que quan Escorpí surt per l'horitzó, Orió s'amaga fugint de l'animal que va causar la seva mort.
Diu Eratòstenes que l'Escorpí es reparteix, per la seva gran grandària, al llarg de dues de les dotze regions del firmament. Una l'ocupen les pinces (Χηλαί en grec, Chelae en llatí), que forma el seu propi signe (la Balança) i l'altra el cos i l'agulló, que és la que ens pertoca. En acadià se'l coneixia com a Zuqaqipu (l'escorpí) i en sumeri com a GÍR.TAB (l'escorpí). Sobre el catasterisme, diuen que Artemisa va fer que aquest sorgís del contrafort que hi ha a l'illa de Quios i piqués a Orió (així va morir), després que, de manera indecorosa, hagués intentat forçar-la durant una cacera. Zeus el va situar entre les estrelles de major brillantor, a fi que els homes venidors vegin la seva força i poder.

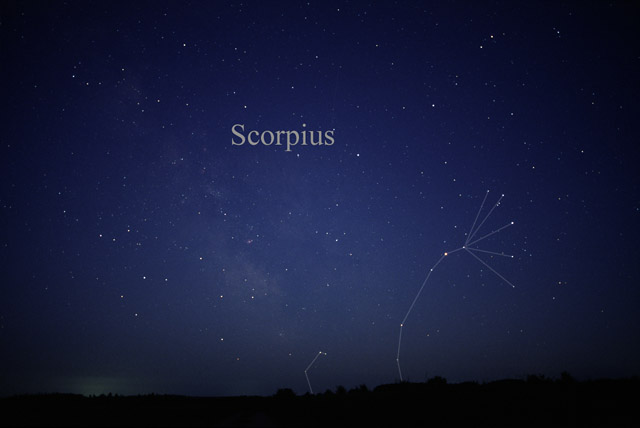
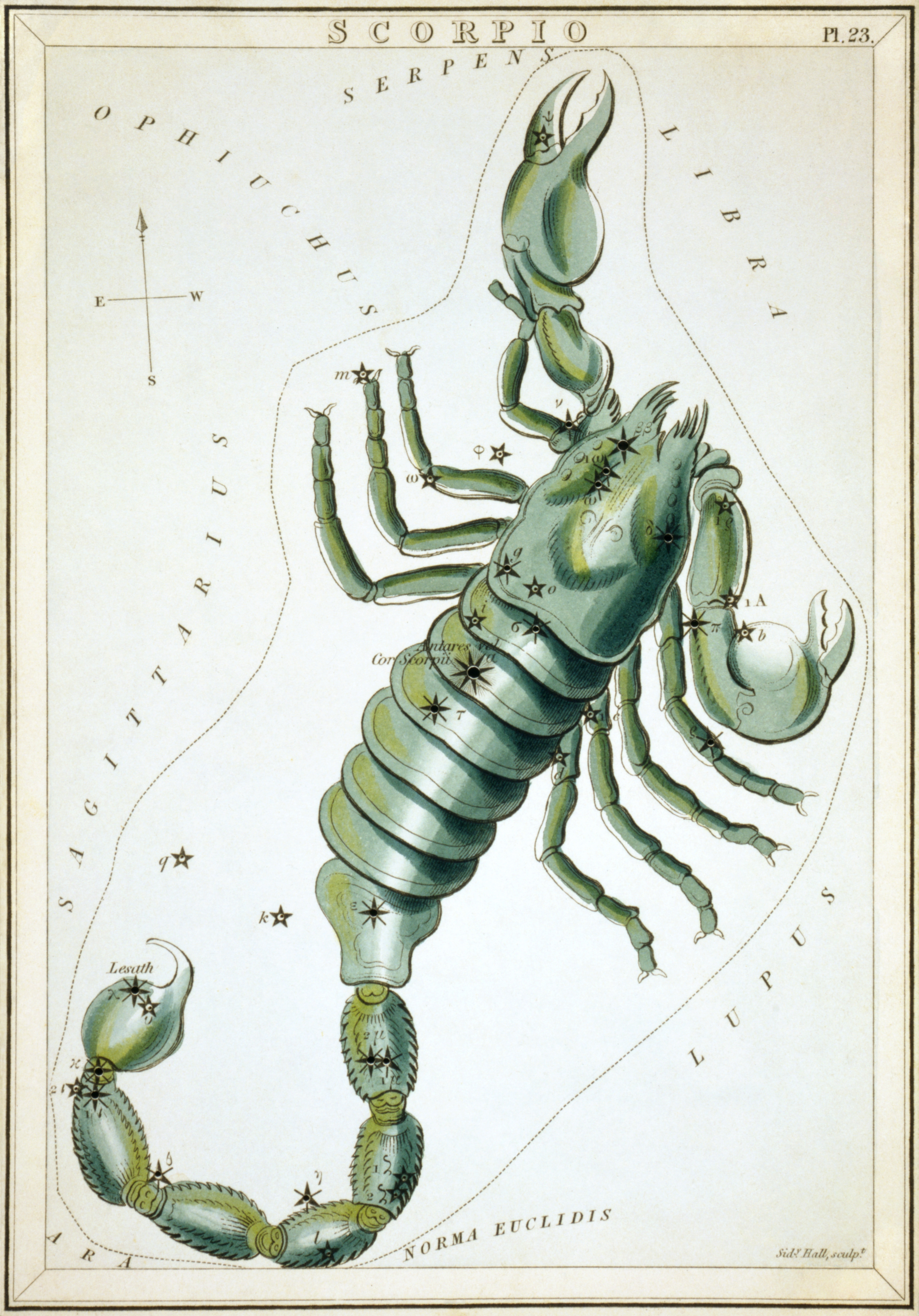

## Personalitats famoses nascudes sota el signe D'Escorpí
- Fiódor Dostoievski, escriptor rus
- Bill Gates, empresari Nord-Americà, desenvolupador de programari en cap i President Del Consell D'Administració De Microsoft Corporation
- Pablo Picasso, pintor espanyol
- Cristòfor Colom, el famós navegant espanyol
- Alfred Sisley, famós paisatgista francès
- Inessa Galactionova, Economista, Directora Executiva Sènior
- Félix Yevtushenov, home de negocis rus[51][52][53]
- Alexander Sidyaquin, Cap Del Comitè Executiu Central De Rússia Unida